# Vasile Pleș
Vasilicu Pleș Vasile (n. 1885, Ierud,Maramureș – d. 1923, Ierud, Maramureș) a fost delegat la Marea Adunare Națională de la Alba Iulia din 1 decembrie 1918.

## Date biografice
A fost primar în Ierud, între anii 1920-1922.